# Ernesto Bertani
Ernesto Bertani (Buenos Aires, 3 de febrero de 1949-Lomas del Mirador, 4 de abril de 2021) fue un pintor argentino, conocido por sus obras en las que lo textil tiene un papel fundamental.

## Biografía
Nació en Villa Devoto, Buenos Aires, el 3 de febrero de 1949. Autodidacta hasta los 24 años, luego estudió escultura con Leonardo Rodríguez y finalmente pintura con Víctor Chab. En 2016, a propósito de una nueva exposición, el crítico de arte Nicolás Isasi describió su obra de la siguiente manera:

"Lápices de todos los colores y un caótico entramado de líneas rectas o curvas, nos recuerda los dibujos y grabados de MC Escher. Aquí no hay escaleras eternas, perspectivas imposibles o dualidad entre los elementos, sin embargo puede observarse cierta similitud en la repetición de patrones, las rayas, o cuadrados en forma de damero en blanco y negro. Así es como surgen estos seres sin cabeza o los infinitos mandalas porteños, entre flores y trajes tangueros".

Vivió y trabajó en Parque Leloir. Parte de la obra del pintor forma parte de las colecciones del Museo de Artes Plásticas Eduardo Sívori y del Palais de Glace, además de otras colecciones privadas de personalidades argentinas.
Falleció el 4 de abril de 2021 luego de un accidente cerebrovascular por el que estuvo internado dos meses.

## Premios y reconocimientos
Entre 1977 y 2002 ganó 28 premios nacionales e internacionales de pintura, incluyendo el Gran Premio de Honor Salón Nacional, el Gran Premio Salón Nacional del Dibujo y el Premio Casa de las Américas en La Habana.